# Аргел
Аргел (арм. Արգել) — село в Котайкской области Армении, в 29 км к юго-западу от областного центра, у берега реки Раздан.
3 апреля 1991 года была переименована в Аргел.

## Население
| год    | 1897 | 1914 | 1926 | 1931 | 1939 | 1980 | 1989 | 1991 | 2001 | 2004 |
| жители | 544  | 816  | 607  | 699  | 654  | 2275 | 3199 | 3500 | 2894 | 3290 |

## История
Ранее называлась Лусакерт, расположена в 9 км к северо-востоку от Егварда. Основана в 1948 году как рабочий посёлок ГЭС Гюмуш. В 1991 году поселению снова был присвоен статус деревни, а в 1996 году он было переименовано в Аргел. К северу от заповедника, в Разданском ущелье, находится монастырь Каренис VII века. К северо-востоку от Лусакерта, Дзораланж, находится небольшая однонефная церковь, основанная в 4-5 веках, и часовня «Пух Манук». Деревня расположена в юго-восточной части Котайкской области и в северо-восточной части бывшей Наирской области, на правом берегу реки Раздан. Посёлок имеет очень давнюю историю, она восходит к 1898 году. 98 % населения составляют армяне, в основном из Западной Армении, которые были депортированы в 1929—1930 годах. Там также проживают депортированные из Азербайджана семьи беженцев. Деревня известна своим благоприятным климатом, там довольно жарко в летние месяцы и относительно мягкая погода зимой. В восточной части деревни, в Разданском ущелье, многие режиссёры снимали части для своих фильмов. До 1990-х годов деревня была промышленным поселением с большим количеством рабочих, однако теперь значительная часть населения занята в сельском хозяйстве и животноводстве. Гюмрийская ГЭС, самая мощная из всех каскадов РА-Раздан и всех ГЭС РА, находится под запретом. Одним из наиболее важных промышленных предприятий является ЗАО «Аргел», которое было вновь открыто из-за иностранных капиталовложений, где будут выпущены некоторые детали компьютерной техники и печатных машин. Хлебопекарня является важнейшим предприятием пищевой промышленности. В общине насчитывается более десятка частных учреждений, таких как «Дом отдыха Лусакерт» и ЗАО «Центр реабилитации», где сотни людей из разных слоёв общества ежегодно посещают конференции и другие мероприятия, семинары и вебинары в рамках различных общественных, культурных и образовательных мероприятий. конференции и другие мероприятия. В селе есть памятники героям Великой Отечественной и Первой карабахской войны. Автором последнего является известный скульптор, житель села и почётный гражданин Арсен Паносян, который также вырезал комплекс хачкаров на пути с юга в село и назвал его «Христианская Армения 1700».

## Экономика
Население занимается полевыми работами и выращиванием фруктов.

## Полезные ископаемые
Рядом с деревней находится минеральный источник и меловая шахта.
В деревне есть св. Георгиевская церковь (1890), а к востоку от села находится монастырь Каренис (7 век).

## Галерея

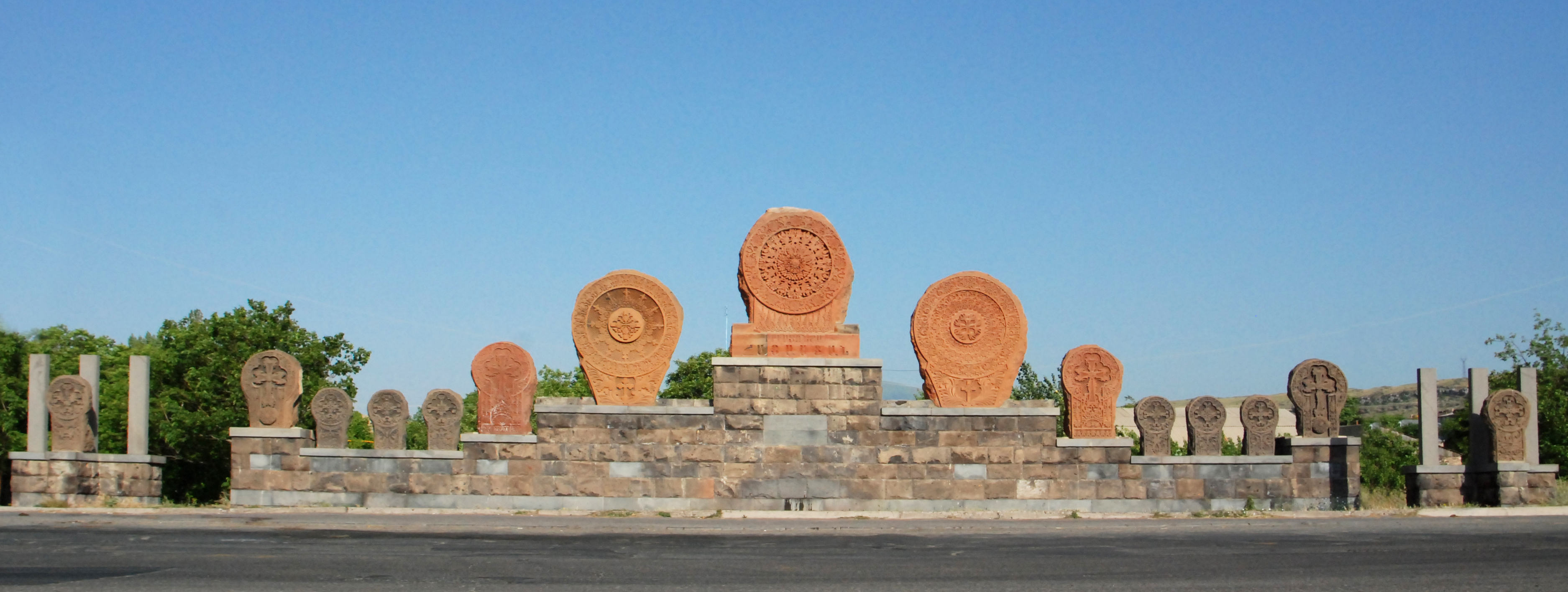
Мемориал «Христианская Армения» в селе Аргел
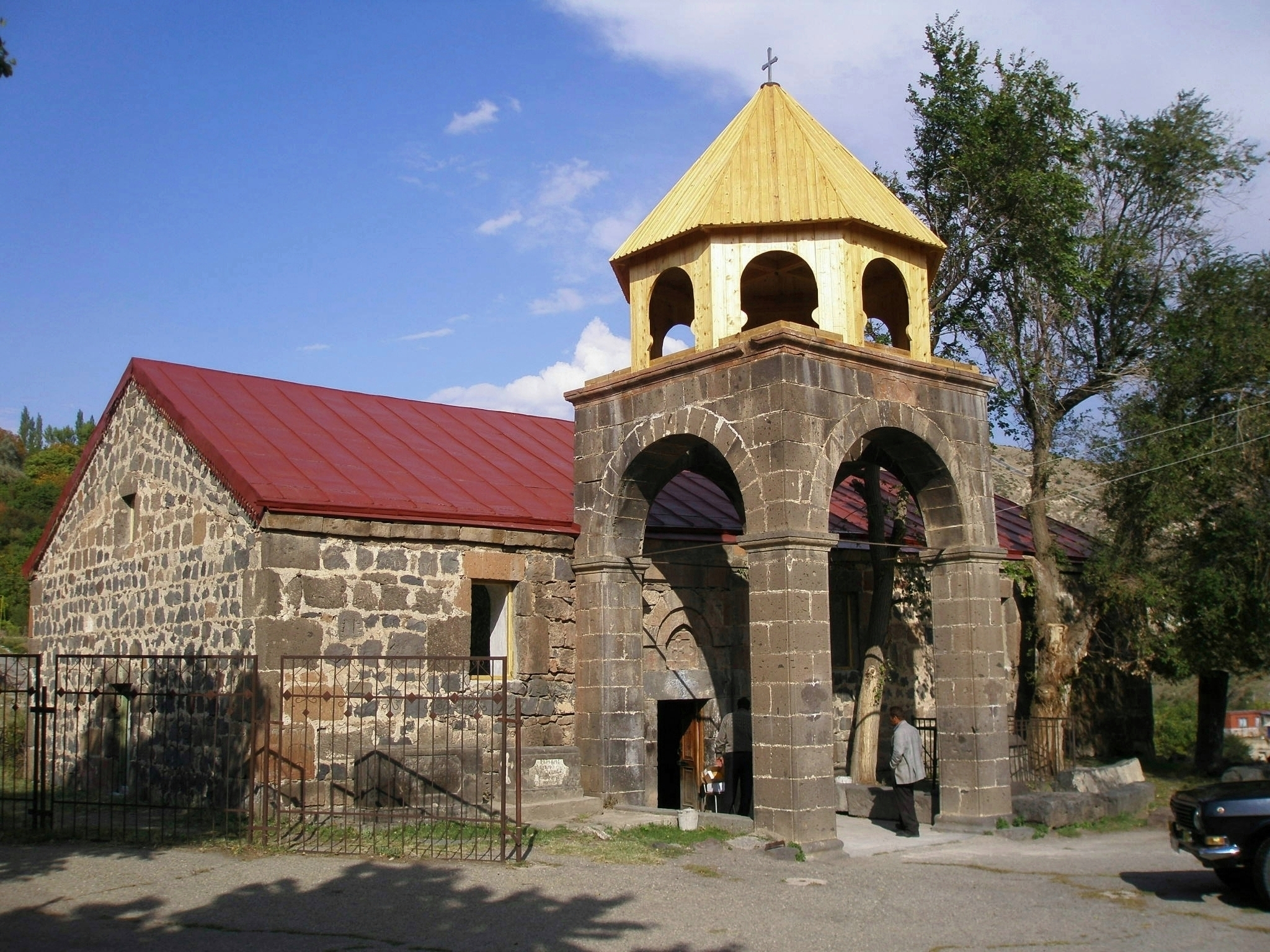
церковь святого Геворга
- Село Аргел, вид сверху